# Волоколамське шосе (автодорога)
Волокола́мське шосе́ (рос. Волоколамское шоссе) — автодорога в західній частині Московської області, від Москви до Волоколамська, протяжністю 118,1 км. Є продовженням однойменної московської вулиці, від міського району Митино, проходить через Красногорський, Істринський і Волоколамський райони Московської області до міста Волоколамськ. В адміністративному відношенні, шосе не є єдиною трасою і, згідно з Постановою Уряду МО від 5 серпня 2008 року № 653/26, складається з трьох ділянок: «46К-9011», від МКАД до Дєдовська, протяжністю 35,5 кілометра, «46К-9012» — протяжність 60 км (від Дєдовська до 95 кілометра) і «46К-9013» довжиною 23 кілометри (від 95-го км шосе до кінця). Біля південної околиці Волоколамська шосе зливається з автодорогою м9 Балтія. До будівництва Новоризького шосе номер м9 носило Ризьке шосе.

## Великі населені пункти, розташовані вздовж траси
- Красногорськ
- Нахабіно
- Дєдовськ
- Снігурі
- Істра
- Новопетровське
- Волоколамськ

## Визначні пам'ятки
Красногорськ
- садиба Знаменське-Губайлово
- Знаменський храм

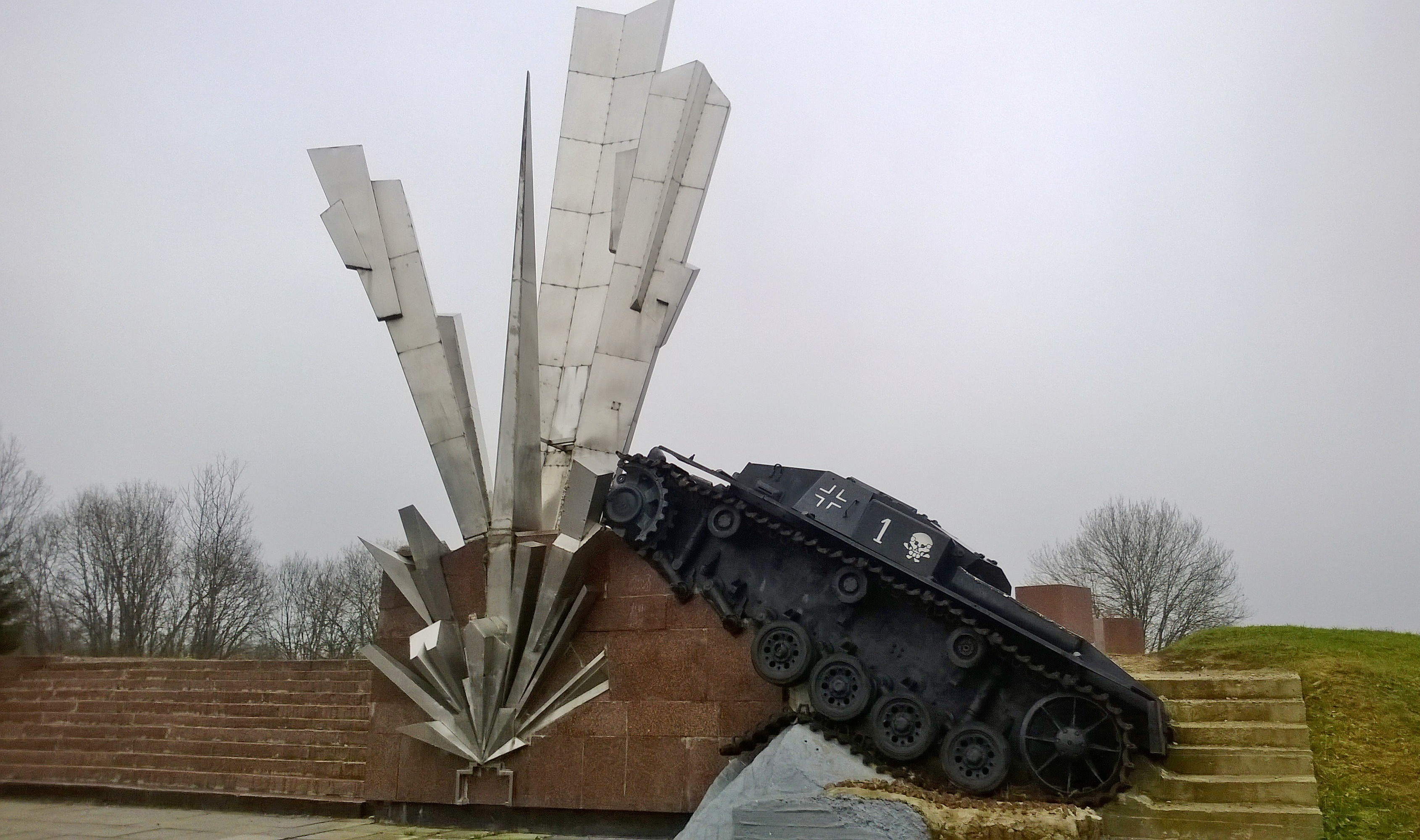
Пам'ятник «Вибух» воїнам-саперам панфіловської дивізії на 114-му кілометрі

- Церква Луки, архієпископа Кримського (на території шпиталю ім. Вишневського біля с. Івановське)
- Микільський храм
- Церква Св. Миколая
- Парк Березовий гай
- Красногорський міський парк
- Дитяче містечко (парк)
- Дмитрівська церква
- Опалихівський лісопарк
- Парк ім. Карбишева
- Храм преподобного Святого Максима Сповідника
- Заповідник Лохін острів
- Успенська церква
- Пантелеймонівська церква
- Музей антифашистів
- Палац культури «Підмосков'я»
- Чернєвська гірка

Садки
- Церква Різдва Іоанна Предтечі в Садках

Леніно
- Леніно-Снігурівський військово-історичний музей

Істра
- Воскресенський Новоєрусалимський чоловічий ставропігійний монастир

Новопетровське
- Храм апостолів Петра і Павла

114-й кілометр
- Пам'ятник героям-саперам «Вибух» (для композиції використано автентичну німецьку штурмову гармату Sturmgeschütz III)

Дедовськ
- Пам'ятник «28 героїв-панфіловців»